# Bystrzyca Jakubowicka
Bystrzyca Jakubowicka este o arie protejată (sit de importanță comunitară — SCI) din Polonia întinsă pe o suprafață de 528,74 ha, integral pe uscat.

## Localizare
Centrul sitului Bystrzyca Jakubowicka este situat la coordonatele 51°17′37″N 22°40′41″E / 51.2935°N 22.678°E.

## Înființare
Situl Bystrzyca Jakubowicka a fost declarat sit de importanță comunitară în octombrie 2009 pentru a proteja 1 specie de plante și 11 specii de animale.

## Biodiversitate
Situată în ecoregiunea continentală, aria protejată conține 7 habitate naturale: Lacuri eutrofice naturale cu vegetație de tip Magnopotamion sau Hydrocharition, Pajiști calcaroase din nisipuri xerice, Pajiști uscate seminaturale și facies de acoperire cu tufișuri pe substraturi calcaroase (Festuco-Brometalia) (* situri importante pentru orhidee), Pajiști cu Molinia pe soluri calcaroase, turboase sau argilos-nămoloase (Molinion caeruleae), Liziere de ierburi înalte hidrofile de câmpie și de nivel montan până la alpin, Fânețe de joasă altitudine (Alopecurus pratensis, Sanguisorba officinalis), Păduri aluvionare cu Alnus glutinosa și Fraxinus excelsior (Alno-Padion, Alnion incanae, Salicion albae).
La baza desemnării sitului se află mai multe specii protejate:
- plante (1): Angelica palustris
- amfibieni (1): buhai de baltă cu burta roșie (Bombina bombina)
- mamifere (2): castor (Castor fiber), vidră de râu (Lutra lutra)
- nevertebrate (7): albilița portocalie (Colias myrmidone), libelule (Leucorrhinia pectoralis), fluturele purpuriu (Lycaena dispar), Lycaena helle, Ophiogomphus cecilia, Phengaris nausithous, Phengaris teleius
- pești (1): țipar (Misgurnus fossilis)